# Гидра (река)
Ги́дра (словац. Gidra) — река на западе Словакии. Правый приток Дудвага. Протекает по территории районов Пезинок, Галанта и Трнава. Длина реки — 38,5 км.
Берёт начало в Малых Карпатах на высоте около 470 м над уровнем моря.

## Названия
На различных словацких картах река или её части имеют много названий: Gidra, Gidra patak, Hydra, Pleva, Píla potok, Rothe Steinwasser oder Gidra и другие.